# Discografia de Criolo
A discografia de Criolo, um cantor brasileiro, compreende cinco álbuns de estúdio, três álbuns ao vivo, um extended play (EP) e um DVD. Em 2006 lançou seu primeiro álbum, Ainda Há Tempo, pela gravadora independente SkyBlue Music. Em 2010 liberou seu primeiro álbum ao vivo, Criolo Doido Live in SP. Em 2011 ganhou notoriedade com o disco Nó na Orelha, vencedor do MTV Video Music Brasil como melhor álbum, música do ano e revelação. Em 2013 o álbum ganhou uma versão ao vivo, Nó na Orelha ao Vivo no Circo Voador, mesmo ano em que o cantor gravou um disco em parceria com Emicida, o autointitulado Criolo & Emicida Ao Vivo. Em 2015 gravou em parceria com Ivete Sangalo o projeto Viva Tim Maia!, que compilava regravações dos principais sucessos de Tim Maia em duetos. Em 2017 retorna com o disco inédito Espiral de Ilusão.

## Álbuns

### Álbuns de estúdio
| Álbum                              | Detalhes                                                                                         | Vendas     | Certificações |
| ---------------------------------- | ------------------------------------------------------------------------------------------------ | ---------- | ------------- |
| Ainda Há Tempo                     | - Lançamento: 21 de novembro de 2006 - Formatos: CD, download digital - Gravadora: SkyBlue Music | - 2.000    |               |
| Nó na Orelha                       | - Lançamento: 25 de abril de 2011 - Formatos: CD, download digital - Gravadora: Oloko            | - : 15.000 |               |
| Convoque seu Buda                  | - Lançamento: 3 de novembro de 2014 - Formatos: CD, download digital - Gravadora: Oloko          | - : 10.000 |               |
| Viva Tim Maia! (com Ivete Sangalo) | - Lançamento: 31 de julho de 2015 - Formatos: CD, download digital - Gravadora: Universal        | - : 50.000 | - PMB: Ouro   |
| Espiral de Ilusão                  | - Lançamento: 28 de abril de 2017 - Formatos: CD, download digital - Gravadora: Oloko            | - : 10.000 |               |

### Álbuns ao vivo
| Álbum                                  | Detalhes                                                                                      |
| -------------------------------------- | --------------------------------------------------------------------------------------------- |
| Criolo Doido Live in SP                | - Lançamento: 15 de julho de 2010 - Formatos: CD, download digital - Gravadora: SkyBlue Music |
| Nó na Orelha ao Vivo no Circo Voador   | - Lançamento: 20 de fevereiro de 2013 - Formatos: DVD - Gravadora: Oloko                      |
| Criolo & Emicida Ao Vivo (com Emicida) | - Lançamento: 2 de julho de 2013 - Formatos: CD, download digital - Gravadora: Oloko          |

### Extended plays(EPs)
| Álbum          | Detalhes                                                                            |
| -------------- | ----------------------------------------------------------------------------------- |
| Ainda Há Tempo | - Lançamento: 6 de maio de 2016 - Formatos: CD, download digital - Gravadora: Oloko |

## Singles

### Como artista principal
| Título                                        | Ano  | Álbum                         |
| --------------------------------------------- | ---- | ----------------------------- |
| "Ainda Há Tempo"                              | 2006 | Ainda Há Tempo                |
| "No Sapatinho"                                | 2006 | Ainda Há Tempo                |
| "Vasilhame"                                   | 2008 | Criolo Doido Live in SP       |
| "Chuva Ácida"                                 | 2009 | Criolo Doido Live in SP       |
| "Subirusdoistiozin"                           | 2010 | Nó na Orelha                  |
| "Grajauex"                                    | 2010 | Nó na Orelha                  |
| "Não Existe Amor em SP"                       | 2011 | Nó na Orelha                  |
| "Freguês da Meia-Noite"                       | 2011 | Nó na Orelha                  |
| "Que Bloco É Esse? (Ilê Aiyê)" (com Ilê Aiyê) | 2012 | Não adicionado à nenhum álbum |
| "Lion Man"                                    | 2012 | Nó na Orelha                  |
| "Mariô"                                       | 2012 | Nó na Orelha                  |
| "Gelo no Inferno"                             | 2012 | Não adicionado à nenhum álbum |
| "Demorô" (com Emicida)                        | 2013 | Criolo & Emicida Ao Vivo      |
| "Duas de Cinco"                               | 2013 | Convoque seu Buda             |
| "Cóccix-ência"                                | 2013 | Não adicionado à nenhum álbum |
| "Doum"                                        | 2013 | Não adicionado à nenhum álbum |
| "Vai Ser Assim"                               | 2014 | Não adicionado à nenhum álbum |
| "Convoque seu Buda"                           | 2014 | Convoque seu Buda             |
| "Plano de Voo" (part. Síntese)                | 2014 | Convoque seu Buda             |
| "Cartão de Visita" (part. Tulipa Ruiz)        | 2015 | Convoque seu Buda             |
| "Ainda Há Tempo" (relançamento)               | 2016 | Ainda Há Tempo                |
| "Menino Mimado"                               | 2017 | Espiral de Ilusão             |
| "Nas Águas"                                   | 2017 | Espiral de Ilusão             |
| "4 da Manhã"                                  | 2017 | Espiral de Ilusão             |
| "Cria da Favela"                              | 2018 | Espiral de Ilusão             |
| "Povo Guerreiro"                              | 2018 | Não adicionado à nenhum álbum |
| "Boca do Lobo"                                | 2018 | Não adicionado à nenhum álbum |
| "Etérea"                                      | 2019 | Não adicionado à nenhum álbum |

### Como artista convidado
| Título                                                                                               | Ano  | Álbum                         |
| --- | ---- | ----------------------------- |
| "I'm Alive" (Caetano Veloso part. Criolo, Emicida, Lenine, Pretinho da Serrinha e Sistah Mo Respect) | 2014 | Não adicionado à nenhum álbum |
| "Filhos da Favela" (Pagode da 27 part. Criolo)                                                       | 2015 | Não adicionado à nenhum álbum |
| "Homem do Mundo" (Rashid part. Criolo)                                                               | 2016 | A Coragem da Luz              |
| "De Bem Com a Vida" (Martinho da Vila part. Criolo)                                                  | 2016 | De Bem Com a Vida             |
| "Oriente-se" (Oriente part. Criolo)                                                                  | 2017 | Yin Yang                      |
| "Destinos" (RZO part. Criolo)                                                                        | 2017 | Quem Tá no Jogo               |

## Outras aparições
| Canção                    | Ano  | Outro(s) artista(s) | Álbum                                             |
| ------------------------- | ---- | --- | ------------------------------------------------- |
| "Orquídea Ruiva"          | 2011 | Gui Amabis | Memórias Luso-Africanas                           |
| "Víbora"                  | 2012 | Tulipa Ruiz | Tudo Tanto                                        |
| "Bogotá"                  | 2012 | — | Songlines: Top Of The World                       |
| "Ribeirão"                | 2012 | Rodrigo Campos | Bahia Fantástica                                  |
| "Para Mulatu"             | 2013 | Gui Amabis | Daora: Underground Sounds Of Urban Brasil Hip-Hop |
| "Orquídea Ruiva"          | 2014 | Sinhá | Brazilian Vibes                                   |
| "Banca de Jornal"         | 2014 | Tom Zé | Vira Lata na Via Lactea                           |
| "Linha de Ferro"          | 2015 | Márcia | Quarto Crescente                                  |
| "Tiê"                     | 2015 | — | Sambabook: Dona Ivone Lara                        |
| "Sonho Meu"               | 2015 | Dona Ivone Lara, Caetano Veloso, Maria Bethânia, Vanessa da Mata, Zélia Duncan, Adriana Calcanhotto, Diogo Nogueira, Elba Ramalho, Aline Calixto, Luiza Dionizio, Áurea Martins, Carminho, Hamilton de Holanda, Zeca Pagodinho, Arlindo Cruz, Martinho da Vila, Fundo de Quintal, Leci Brandão, Wilson das Neves, Bruno Castro, Teresa Cristina, Mariene de Castro, Lu Carvalho e Reinaldo | Sambabook: Dona Ivone Lara 2                      |
| "Sol Há de Brilhar!"      | 2015 | Ady Niggaz | Informação Reais                                  |
| "Pé de Breque"            | 2015 | — | Coffret FIP Vol.1                                 |
| "Alegria, Minha Alegria!" | 2015 | Martinho da Vila | De Bem Com a Vida                                 |
| "Vai Ser Assim"           | 2015 | Instituto e Tony Allen | Violar                                            |
| "Luz Negra"               | 2016 | Romulo Fróes | Rei Vadio                                         |
| "Até Amanhã"              | 2016 | — | Se Assoprar Posso Acender de Novo                 |
| "Respeito"                | 2016 | Apolo e D-Pinot | Apologia                                          |
| "O Homem e o Rato"        | 2016 | Plim | Plim                                              |
| "O Tambor"                | 2016 | Arthur Verocai | No Vôo do Urubu                                   |
| "Comportamento Geral"     | 2017 | — | Homenagem à Gonzaguinha                           |
| “Distopia”                | 2022 | Planet Hemp | TBA                                               |